# Ratatat
Pour leur album, voir Ratatat (album).
Ratatat est un duo new-yorkais de musique électronique, constitué du guitariste Mike Stroud et du mixeur et producteur Evan Mast.

## Biographie

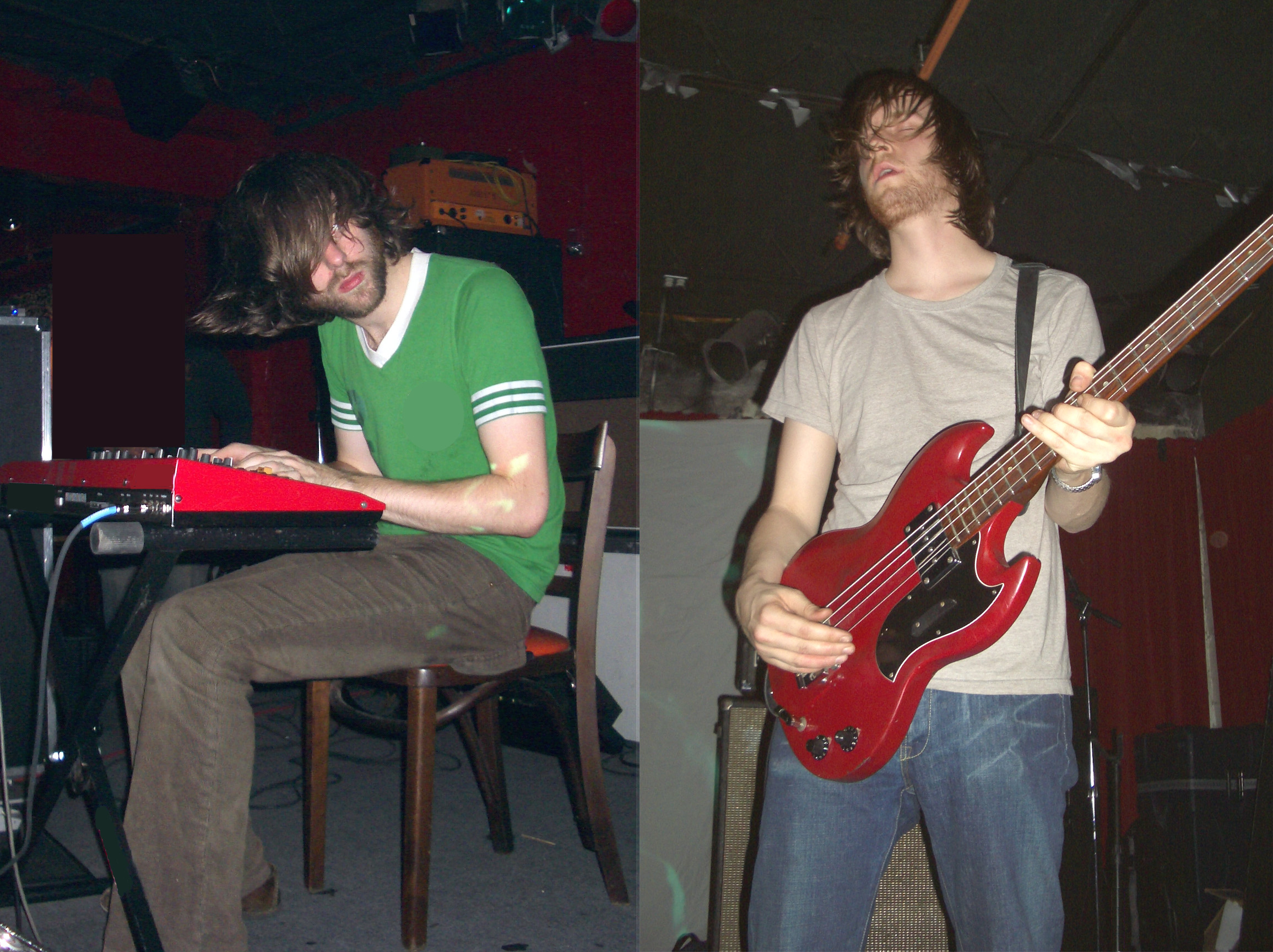
Stroud et Mast de Ratatat.

Stroud et Mast se rencontrent au Skidmore College. Cependant, ils ne commencent à travailler ensemble qu'à partir de 2001, sur un projet intitulé Cherry. Composé et enregistré dans l'appartement de Mast à Brooklyn. Leur premier album Ratatat fut édité en 2004. Cet album est entièrement instrumental, mais comporte des extraits de dialogues de films en début ou fin de certains morceaux.
En 2004 sort également Ratatat Remixes Vol. 1 leur premier album de remix.
Leur second album Classics est sorti en 2006 ; toujours instrumental il apparaît cependant plus varié, il introduit de nouvelles textures sonores et se porte beaucoup plus sur la guitare que le premier album, de nombreux synthétiseurs apparaissent aussi.
En octobre 2006 9 Beats fuite sur internet. On y découvre neuf morceaux courts. Cet opus n'est pas un album officiel, il s'agit de démos de pistes dont certaines ont été utilisées dans leur deuxième album de remix Ratatat Remixes Vol. 2 paru en 2007.
LP3 leur 3e album est sorti durant l'été 2008. Il contraste avec les deux premiers albums : instrumental, exotique, aux sonorités ethno/disco et nimbées de synthétiseurs.
Le groupe participe en 2009 au premier LP de Kid Cudi : Man On The Moon: The End Of Day. Ils coproduisent ainsi les morceaux Alive (Nightmare) et Pursuit of Happiness.
Leur quatrième album, LP4, est sorti en mai 2010. Il apporte plus de profondeur au style du groupe tout en se tournant parfois vers des instrumentations très rock. L'album fait intervenir de nombreux samples comme des bruits de pièces de monnaie et certains morceaux sont introduits par des extraits de dialogues en allemand tirés du film La Ballade de Bruno et des extraits de film et d'interview de Linda Manz.
Le 10 avril 2015, Ratatat se produit au Coachella Festival à Indio, en Californie. Le groupe joue Cream on Chrome, premier single extrait de leur cinquième album Magnifique . Le lendemain le clip est disponible sur Youtube. L'album sort le 17 juillet 2015, ainsi que deux singles, Pricks of Brightness et Abrasive.

## Discographie
Albums studio
| Album                  | Date            | Label           |
| ---------------------- | --------------- | --------------- |
| Ratatat                | 20 avril 2004   | XL Recordings   |
| Ratatat Remixes Vol. 1 | 2004            | auto-production |
| Classics               | 22 août 2006    | XL Recordings   |
| Ratatat Remixes Vol. 2 | 2007            | auto-production |
| 9 Beats                |                 | auto-production |
| LP3                    | 8 juillet 2008  | XL Recordings   |
| LP4                    | 8 juin 2010     | XL Recordings   |
| Magnifique             | 17 juillet 2015 | XL Recordings   |

Singles
| Titre               | Album      | Date            | Label                   |
| ------------------- | ---------- | --------------- | ----------------------- |
| Seventeen Years     | Ratatat    | 2003            | Rex Records/Audio Dregs |
| Germany to Germany  | Ratatat    | 4 octobre 2004  | XL Recordings           |
| Wildcat             | Classics   | 25 juin 2006    | XL Recordings           |
| Lex                 | Classics   | 30 octobre 2006 | XL Recordings           |
| Loud Pipes          | Classics   | 2007            | XL Recordings           |
| Shiller             | LP3        | 6 mai 2008      | XL Recordings           |
| Mirando             | LP3        | juin 2008       | XL Recordings           |
| Shempi              | LP3        | Automne 2008    | XL Recordings           |
| Party with Children | LP4        | 2010            | XL Recordings           |
| Drugs               | LP4        | 2010            | XL Recordings           |
| Cream on Chrome     | Magnifique | 2015            | XL Recordings           |
| Abrasive            | Magnifique | 16 juin 2015    | XL Recordings           |
| Saturn              | -          | 2020            | Lowly / Wilder          |
| Jupiter             | -          | 2021            | Lowly / Wilder          |
| Frosty              | -          | 2021            | Lowly / Wilder          |
| Karst               | -          | 2021            | Perfect Branch          |
| Lemon Swayze        | -          | 2021            | Lowly / Wilder          |
| Always              | -          | 2021            | Perfect Branch          |
| Halo Head           | -          | 2021            | Lowly / Wilder          |
| Manila              | -          | 2021            | Perfect Branch          |

Remixes
| Artiste                  | Titre                                        | Année |
| ------------------------ | -------------------------------------------- | ----- |
| Shout Out Louds          | The Comeback - Big Slippa Remix by Ratatat   | 2005  |
| The Knife                | We Share Our Mother's Health - Ratatat Remix | 2006  |
| Television Personalities | You Kept Me Waiting Too Long - Ratatat Remix | 2007  |
| Björk                    | Wanderlust - Ratatat Remix                   | 2008  |

## Médias
Certains morceaux servent de générique à des émissions :
- Lapland (Album : Ratatat) pour l'émission Les nouveaux chemins de la connaissance, diffusée du lundi au vendredi de 10 h à 11 h sur France Culture[4].
- Neckbrace (Album : LP4) pour l'émission Sur les épaules de Darwin, diffusée chaque samedi de 11 h 5 à 12 h 0 sur France inter[5].
- Mirando (Album : LP3) pour l'émission Emission de solutions, diffusée les dimanches à 20 h 33 sur France 5, Ainsi que sur "Les Retours Du Dimanche" sur France Culture le dimanche de 18 h 10 à 19 h.
- Gettysburg (Album : Classics) pour l'émission Crash Test Ciné, diffusé sur Canal+.
- Falcon jab (Album : LP3) pour l'émission Comme on nous parle sur France Inter[6].
- Cream on Chrome (Album : Magnifique) pour l'émission L'Esprit Inter sur France Inter
- Imperials  (Album : LP3) pour l'émission Les Nouvelles Vagues sur France Culture